# نماگرفت

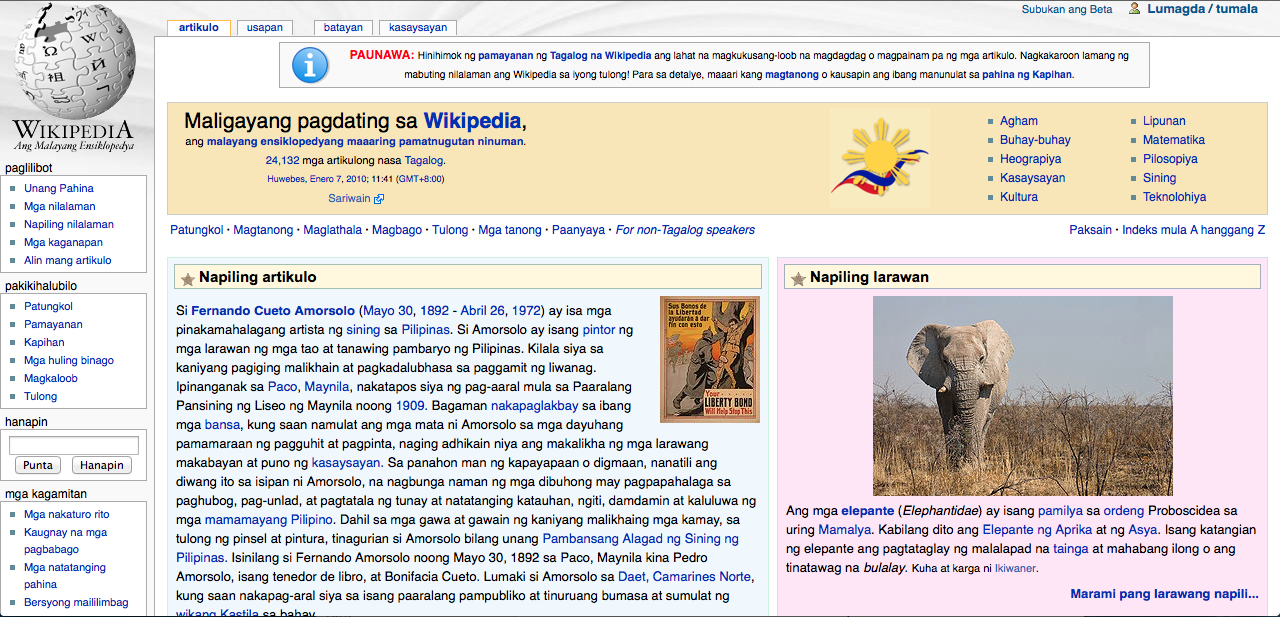
نماگرفتی از ویکی پدیا در سال ۲۰۱۰

نَماگرفت یا اِسکرین‌شات (به انگلیسی: screenshot)، تصویری است که توسط رایانه برای ثبت بخش‌های نمایان نشان داده‌شده در نمایشگر، تلویزیون، یا دیگر دستگاه‌های خروجی از نوع بصری، گرفته می‌شود. نماگرفت معمولاً تصویری دیجیتال است که توسط سیستم‌عامل میزبان یا نرم‌افزاری که بر روی رایانه در حال اجراست گرفته می‌شود، هرچند که ممکن است با دوربین یا افزاره‌ای که خروجی ویدیوی نمایشگر (همچون دستگاه ضبط تصویر دیجیتال) را دریافت می‌کند، نیز گرفته شده باشد.

## کاربرد
نماگرفت به منظور نشان‌دادن یک برنامه، مسئلهٔ مشخصی که کاربر با آن مواجه شده یا برای نمایش خروجی نمایشگر به دیگران یا بایگانی آن، یا نمایش کاری که در رایانه‌تان انجام می‌دهید، استفاده می‌شود. درواقع نماگرفت برای ذخیره صفحه بدون استفاده از دوربین است. درمواقعی که رایانه‌ها نیاز به رفع اشکال دارند و شرکت‌های خدماتی، نماگرفتی از صفحه می‌خواهند تا دلیل مشکل را بدانند که کاربر را راهنمایی کنند؛ نماگرفت از صفحه ابزار مفیدی است.
همچنین در شکایت‌ها نماگرفت می‌تواند به عنوان مدرک اَماره (پرونده‌های چندرسانه‌ای) مورد استناد و قضاوت قرار گیرد. البته نماگرفت‌ها نیز می‌توانند ویرایش و دستکاری شوند اما به هرحال به علم قاضی کمک می‌کند.

## روش‌ها
امروزه نماگرفت میان بیشتر تلفن‌های هوشمند و رایانه‌های شخصی رایج شده است و هرکدام بنابر کارکرد خویش، روش‌های مختلفی برای گرفتن نماگرفت را ارائه می‌دهند. البته بعضی از کاربرها ژست (Gesture) نماگرفت را به دلخواه از طریق تنظیمات یا نصب نرم‌افزار تغییر می‌دهند. برای مثال برخی از کاربرها با استفاده از کشیدن سه انگشت این کار را انجام می دهند.

### مایکروسافت ویندوز
در سیستم‌عامل های خانواده مایکروسافت ویندوز، می‌توان تنها با فشردن کلید کلید چاپ صفحه (PrtSct) بر روی صفحه‌کلید، از صفحه نماگرفت تهیه کرد که تصویر ذخیره شده در کلیپ‌بورد بایگانی می‌شود. روشی دیگر که می‌توان با Prt Sc+⊞ Win، نماگرفت ذخیره شده را به‌طور مستقیم در پوشه تصاویر (Pictures) با فرمت PNG بایگانی کرد.
با استفاده از کلیدهای ترکیبی Prt Sc+Alt، می توان تنها از پنجره فعال (Active window) نماگرفت تهیه کرد.

#### ابزار برش
همچنین می‌توان با استفاده از ابزار ابزار برش (Snipping Tool)، در نسخه ویندوز ۷ و پس از آن؛ به راحتی از هر بخشی از صفحه یک نماگرفت تهیه کرد. همچنین می‌توان با استفاده از کلیدهای ترکیبی S+⇧ Shift+⊞ Win بصورت سریع از بخشی از صفحه نماگرفت تهیه کرد.

### مک او اس
در سیستم‌عامل های خانواده مک او اس، با فشردن کلیدهای میانبر 3+⇧ Shift+⌘ Command کاربر خواهد بود تا یک عکس از صفحه تهیه کند و به صورت خودکار تحت نام Picture و فرمت PNG در صفحه دسکتاپتان ذخیره شود.

### اندروید
در تمامی نسخه‌های اندروید امکان تهیه نماگرفت وجود دارد. کاربرها می‌توانند با فشردن کلیدهای Power و Home یا درصورت عدم وجود دکمه فیزیکی Home دکمه کاهش صدا (Volume Down) و Power نماگرفت تهیه کنند. نماگرفت‌های تهیه شده در برنامه گالری (Gallery) اندروید قابل رویت هستند.

### آی‌اواس
در تمامی نسخه‌های آی‌اواس امکان تهیه نماگرفت وجود دارد. کاربرها می‌توانند با فشردن کلیدهای Power و Home یا دکمه کاهش صدا (Volume Down) و Home نماگرفت تهیه کنند. نماگرفت‌های تهیه شده در تصاویر (Photos) آی‌اواس قابل رویت هستند.

## نگارخانه

نماگرفت ویندوز ۱۱ که منوی استارت و تسک بار را در تم روشن نشان می‌دهد.
نماگرفت از مک‌اواس ۱۲
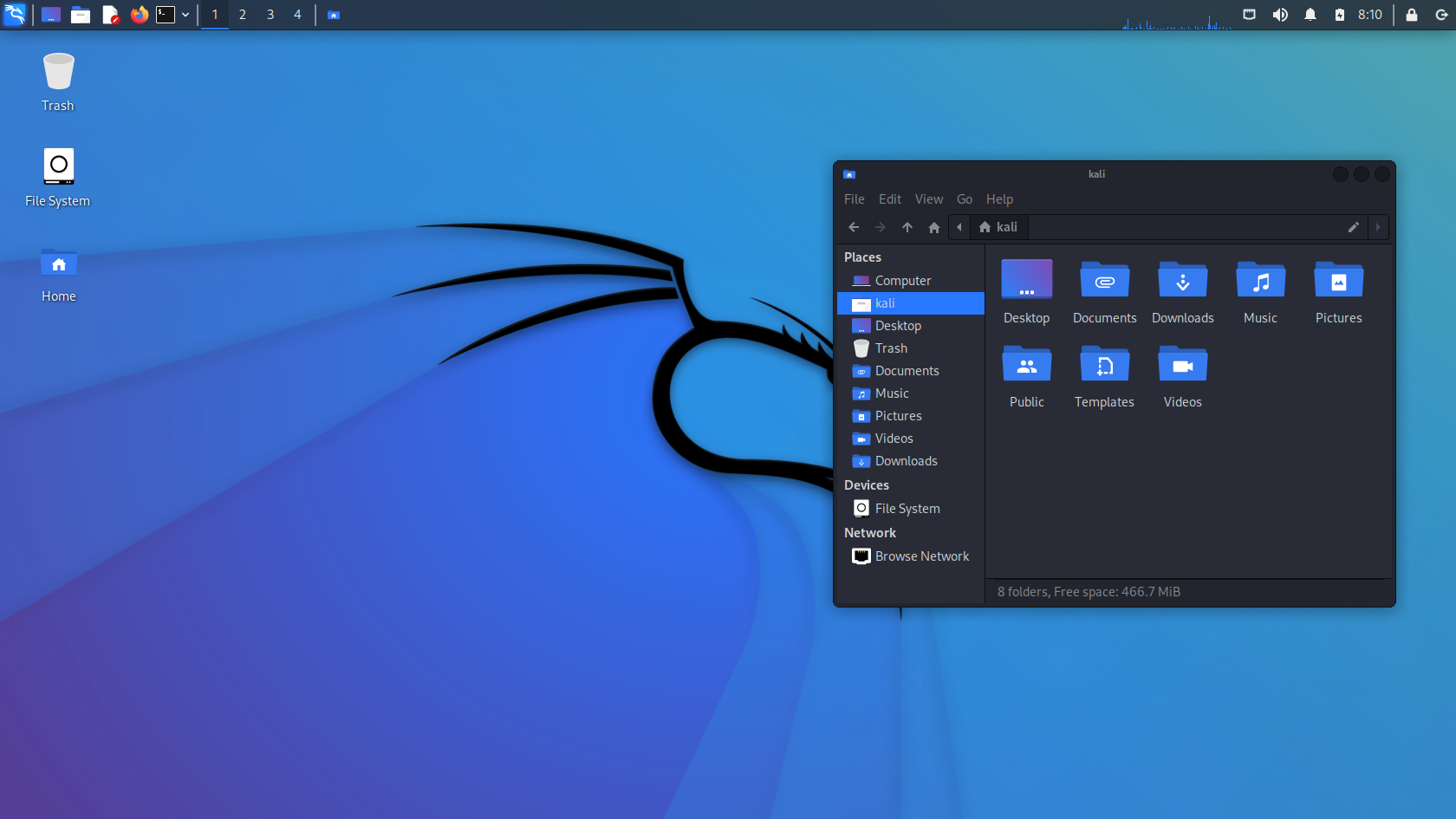
نماگرفت از کالی لینوکس
نماگرفت از صفحه خانه آی‌اواس ۱۷